# Estación de Hellín
Hellín es una estación ferroviaria situada en el municipio español homónimo en la provincia de Albacete, comunidad autónoma de Castilla-La Mancha. En la actualidad carece de servicio de viajeros.

## Situación ferroviaria
La estación se encuentra en el punto kilométrico 347,6 de la línea férrea de ancho ibérico que une Chinchilla con Cartagena, a 546,90 metros de altitud. El elevado kilometraje se debe a que es Madrid la que se toma como kilómetro cero de la línea y no Chinchilla. El tramo es de vía única y está sin electrificar.

## Historia
La estación fue abierta al servicio el 18 de enero de 1864 con la puesta en funcionamiento del tramo Hellín-Chinchilla de la línea que pretendía prolongar la línea Madrid-Alicante hasta Murcia y Cartagena. MZA propietaria del trazado del cual nacía la derivación en Albacete se encargó de las obras. En 1941, con la nacionalización de la totalidad de la red ferroviaria española la estación pasó a ser gestionada por RENFE. Desde el 31 de diciembre de 2004 Renfe Operadora explota la línea mientras que Adif es la titular de las instalaciones ferroviarias.